# Lock Haven
Lock Haven é uma cidade localizada no estado norte-americano de Pensilvânia, no Condado de Clinton.

## Demografia
Segundo o censo norte-americano de 2000, a sua população era de 9149 habitantes.
Em 2006, foi estimada uma população de 8652, um decréscimo de 497 (-5.4%).

## Geografia
De acordo com o United States Census Bureau tem uma área de
6,9 km², dos quais 6,5 km² cobertos por terra e 0,4 km² cobertos por água. Lock Haven localiza-se a aproximadamente 171 m acima do nível do mar.

## Localidades na vizinhança
O diagrama seguinte representa as localidades num raio de 16 km ao redor de Lock Haven.